# Lygromma tuxtla
Espèce
Lygromma tuxtla est une espèce d'araignées aranéomorphes de la famille des Prodidomidae.

## Distribution
Cette espèce est endémique du Chiapas au Mexique,. Elle se rencontre vers Tuxtla Gutiérrez.

## Description
Le mâle holotype mesure 2,33 mm.

## Systématique et taxinomie
Cette espèce a été décrite par Platnick en 1978.

## Étymologie
Son nom d'espèce lui a été donné en référence au lieu de sa découverte, Tuxtla Gutiérrez.

## Publication originale
- Platnick, 1978 : « Two new species of Lygromma (Araneae, Gnaphosidae). » Journal of Arachnology, vol. 5, no 2, p. 151-152 (texte intégral).